# Santa María, Misiones
Santa María är en ort i Argentina.   Den ligger i provinsen Misiones, i den nordöstra delen av landet, 800 km norr om huvudstaden Buenos Aires. Santa María ligger 137 meter över havet och antalet invånare är 1 687.
Terrängen runt Santa María är platt. Runt Santa María är det glesbefolkat, med 13 invånare per kvadratkilometer.. Närmaste större samhälle är Concepción de la Sierra, 15,9 km sydväst om Santa María.
Omgivningarna runt Santa María är huvudsakligen savann.